# Magić Mala
Magić Mala is een plaats in de gemeente Nova Kapela in de Kroatische provincie Brod-Posavina. De plaats telt 487 inwoners (2001).